# Веккьони, Роберто
Робе́рто Мике́ле Ма́ссимо Веккьо́ни (итал. Roberto Michele Massimo Vecchioni, род. 25 июня 1943 в Кара́те-Бриа́нце, Италия) — итальянский автор-исполнитель и писатель.
Он выиграл одни из самых важных премий и фестивалей итальянской музыки: Premio Tenco в 1983 году (в 1974 году в память о Луиджи Тенко в Сан-Ремо была учреждена премия Premio Tenco), Фестивальбар в 1992 году, Фестиваль Сан-Ремо и премию критиков Миа Мартини в 2011 году. Он также получил премию Lunezia Antologia в 2013 году.
С 1969 по 2004 год работал учителем средней школы в лицеях провинций Милана и Брешии. Он проводил в качестве преподавателя различные университетские курсы.

## Биография
Окончил миланский Католический университет Святого Сердца, где изучал классическую литературу. Много лет преподавал историю и литературу в одном из средних учебных заведениях Милана. Среди его учеников будущая певица Паола Иеццииз дуэта Paola & Chiara. Помимо музыкальной деятельности известен как прозаик (автор нескольких романов) и журналист.
Он начал свою карьеру в музыкальном мире в качестве автора текстов песен, в сотрудничестве со своим другом музыкантом Андреа Ло Веккьо. Первая выпущенная песня — это итальянский перевод Barbara Ann группы The Beach Boys, записанная в 1966 году группой Pop Seven.
Во второй половине шестидесятых и семидесятых годов он продолжает карьеру автора текстов и написал песни для таких признанных певцов, как Орнелла Ванони, Ива Дзаникки, Джильола Чинкветти, и таких групп, как Nuovi Angeli, Homo Sapiens, Figlie del vento и т. д.
В 1968 году он участвовал в фестивале в Сан-Ремо как автор песни Sera в интерпретации Джулианы Валчи и Джильолы Чинкветти, и этот факт сделал Ло Веккьо и Веккьони очень популярными авторами.
В 1971 году выпустил первый собственный альбом «Парабола» («Parabola»), который содержит одну из его самых известных песен, «Luci a San Siro». В этом же году он написал текст гимна «Интернационале», болельщиком которой он является, на музыку Ренато Парети в исполнении футболиста Марио Бертини.
В 1973 году он получил приз итальянских музыкальных критиков за альбом «Il re non si diverte». Также в 1973 году он участвовал в Canzonissima, но не смог выйти в финал.
Получил общенациональную известность после выпуска в 1977 году альбома «Самарканд» («Samarcanda»).
В 1979 ему были выдвинуты обвинения в торговле наркотиками. В 1992 году он выиграл Фестивальбар с песней I want a woman. В 1994 и 1998 годах он принимал участие в фестивале в Ломбардии под руководством Луиджи и Кармело Пистильо.
Его альбомы были проданы тиражом более шести с половиной миллионов копий.
В 2006 году он вернулся на фестиваль в Сан-Ремо, чтобы спеть песню «Dove si va с Nomadi».
С 2006 года он читал курс лекций на тему «Литературные тексты в музыке» в Павийском университете и курс лекций «Лаборатория письма и культуры общения» в Сапиенца в Риме.
Он участвовал в создании песни "Domani 21/04.2009, посвященной людям, пострадавшим от землетрясения в Л’Акуиле.
19 февраля 2011 года он выиграл фестиваль Сан-Ремо с песней «Call me again love».
20 сентября 2013 года он был номинирован на Нобелевскую премию по литературе вместе с Бобом Диланом и Леонардом Коэном.
В декабре 2014 года он дебютировал на большом экране в роли Вито в фильме Серджио Кастеллитто «Никто не спасает в одиночку».
В ноябре 2018 года он выпустил новый альбом «The Infinite», в котором приняли участие Франческо Гуччини и Морган.
Женат на писательнице Дарье Коломбо (Daria Colombo), супруги имеют четверых детей.

## Награды и премии
Выиграл Премио Тенко (1983), Фестивальбар (1992) и Фестиваль Сан-Ремо (2011).